# Eriba-Adad II
Eriba-Adad II (akad. Erība-Adad, tłum. „Bóg Adad dał mi zastępcę”) – król Asyrii, syn i następca Aszur-bel-kala, wnuk Tiglat-Pilesera I; według Asyryjskiej listy królów panować miał przez 2 lata. Jego rządy datowane są na lata 1055-1054 p.n.e.
Zgodnie z dodatkowymi informacjami zawartymi w Asyryjskiej liście królów Eriba-Adad odsunięty został od władzy przez swego wuja Szamszi-Adada IV, który zasiadł w jego miejsce na tronie Asyrii i panował przez kolejne 4 lata.